# Sunderland (Massachusetts)
Sunderland – miasto w Stanach Zjednoczonych, w stanie Massachusetts, w hrabstwie Franklin.